# Ruisseau de Sayrac
Le ruisseau de Sayrac est une rivière du sud de la France. C'est un affluent du ruisseau de Magnanac sous-affluent du Tarn en rive gauche, donc un sous-affluent de la Garonne.

## Géographie
De 13,5 km de longueur, le ruisseau de Sayrac prend sa source au sud de Bouloc ou il est appelé Ruisseau de Saint-Jean puis il prend le nom de ruisseau de Villaudric et enfin il prend son nom Ruisseau de Magnanac et se jette dans le ruisseau de Magnanac en amont de Villemur-sur-Tarn.

## Département et villes traversées
- Haute-Garonne : Bouloc, Villaudric, Fronton, Villemur-sur-Tarn

## Principaux affluents
- Ruisseau de l'Orbi : 2,9 km
- Ruisseau de la Seube : 1,1 km